# Amanda Isidori
Amanda Mercedes Isidori (Choele Choel, 1941-Viedma, 26 de octubre de 2009) fue una docente y política argentina de la Unión Cívica Radical, que se desempeñó como senadora nacional por la provincia de Río Negro entre 2001 y 2007.

## Biografía
Fue docente en centros educativos de Choele Choel, su localidad natal, y en localidades adyacentes en el valle medio del río Negro. Fue rectora de un colegio secundario de Choele Choel y en Lamarque, y participó del gremio docente.
Se unió a la Unión Cívica Radical en 1982, llegando a presidir el comité seccional de Choele Choel. Su primera función pública fue como delegada regional del Consejo Provincial de Educación en el Valle Medio. Luego fue delegada en la Zona Andina, con asiento en San Carlos de Bariloche.
En 1991 fue elegida concejala de Choele Choel, siendo también Secretaria de Asuntos Institucionales hasta 1995. Ese año fue elegida a la Legislatura de la Provincia de Río Negro por el circuito electoral de Valle Medio, siendo reelecta en 1999 con mandato hasta 2003. Allí presidió la comisión de Cultura, Educación y Comunicación Social y trabajó en normativa vinculada a la educación, lucha contra el juego clandestino y anticoncepción (autorizando la vasectomía y la ligadura de trompas). Desde 1997 también presidió el Consejo Provincial de la Mujer y trabajó en el Plan de Alfabetización rionegrino.
En 2001 dejó la Legislatura provincial para asumir como senadora nacional por la provincia de Río Negro, con mandato hasta 2007. En el Senado encabezó la comisión de Educación, Cultura, Ciencia y Tecnología.
En mayo de 2002 se retiró del recinto del Senado mientras se trataba la derogación de la Ley de Subversión Económica, causando el empate entre 34 votos a favor y en contra, beneficiando así al gobierno de Eduardo Duhalde. El entonces presidente provisional Juan Carlos Maqueda debió desempatar. En esa ocasión Isidori dijo haber actuado a pedido del gobernador de su provincia Pablo Verani.
Tras su paso por el Senado, en 2008 fue designada por el gobernador Miguel Saiz en la comisión asesora que trabajó para organizar la Universidad Nacional de Río Negro. Previamente en la cámara alta había trabajado en la Ley N.° 26.330 que creó dicha casa de estudios.
Falleció por cáncer en octubre de 2009 en Viedma a los 68 años.